# Borstvoeding

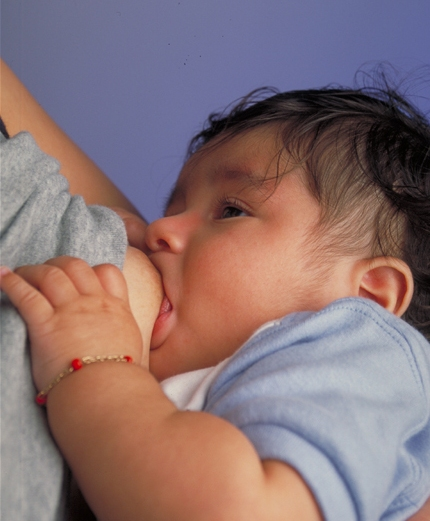
Kind wordt gezoogd

Borstvoeding is het geven van moedermelk, door een zuigeling aan te leggen aan de borst. Moedermelk wordt aangemaakt in de melkklieren in de borsten van een vrouw, en wordt uitgescheiden via de tepel. Moedermelk bevat van nature vrijwel alle benodigde voedingstoffen die een zuigeling nodig heeft. Daarom raden gezondheidsorganisaties waaronder het WHO, aan om borstvoeding te geven tot het kind minstens twee jaar is. De zuigeling wordt dan gespeend.
Uit onderzoek blijkt dat 53 procent van de vrouwen in Nederland start met het uitsluitend geven van borstvoeding na de geboorte van hun baby. Er is een flinke toename te zien van het aantal vrouwen dat (tijdelijk) fles- en borstvoeding combineert. Het percentage vrouwen dat na 6 maanden nog uitsluitend borstvoeding geeft is 31 procent. Na zes maanden wordt door het consultatiebureau aangeraden om te starten met een combinatie van moedermelk of flesvoeding met vaste babyvoeding. 
Borstvoeding gaat gepaard met intiem lichamelijk contact tussen moeder en kind, en bevordert zo de hechting. Borstvoeding geven is echter niet de enige manier om hechting te bevorderen. Alle vormen van huid-op-huidcontact dragen bij aan een de hechting. Ook komen er tijdens de borstvoeding bij beiden hormonen vrij, die invloed hebben op hun stemming.

## Melkproductie oflactatie
De productie van melk in het moederlichaam wordt lactatie genoemd. Gedurende de zwangerschap worden er in het lichaam van de moeder hormonen geproduceerd, die de groei van de melkklieren in de borst stimuleren. De  samenwerking van hormonen uit hypothalamus en hypofyse, de hypothalamus-hypofyse-as, is noodzakelijk om de lactatie op gang te brengen en in stand te houden. Bij deze samenwerking wordt er een evenwicht gehandhaafd tussen de verschillende werkzame hormonen. 
Wanneer een andere vrouw dan de barende moeder borstvoeding wil geven, kunnen medicijnen gebruikt worden om de melkproductie op gang te brengen. Dit opwekken van de melkproductie wordt relacteren genoemd, als de niet barende vrouw al wel borstvoeding heeft gegeven na een zwangerschap. Men spreekt van induceren wanneer de persoon nooit eerder melkproductie had.
Lactatie kent drie stadia, achtereenvolgens de:
1. mammogenese: groei en ontwikkeling van de melkklieren
2. lactogenese: begin van melk-secretie
3. galactopoëse: instandhouding van melksecretie

Tijdens ieder van deze drie stadia is er steeds een verschillende verhouding van de volgende hormonen in het bloed van de moeder aanwezig:
| Mammogenese                                                                                               | Lactogenese | Galactopoëse |
| --- | --- | --- |
| - oestrogenen - progesteron - prolactine - groeihormoon - glucocorticoïden - epidermale groeifactor (EGF) | prolactine - oestrogeen verlaagd - progesteron verlaagd - humaan placentaal lactogeen (hPL) verlaagd - glucocorticoïden - insuline | - oestrogenen verlaagd - progesteron verlaagd - oxytocine (a.g.v. toeschietreflex) - prolactine (a.g.v. toeschietreflex) - groeihormoon - glucocorticoïden - insuline - thyroxine - parathyreoïdhormoon |

### Mammogenese

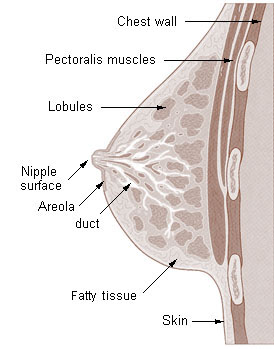
Anatomie van de borst (schematisch).

Oestrogenen zorgen voor de ontwikkeling van de melkklieren. In elke borst zijn 15 tot 20 afzonderlijke melkklieren aanwezig. Een melkklier bestaat uit kleine eenheden, de alveoli (enkelvoud: alveolus). Alveoli die melk produceren vormen een soort van druiventrosjes. Tijdens de groei van de melkklieren ontstaat een verdeling in verschillende 'lobben'. Een zo'n lob bestaat uit de verzameling alveoli van één melkklier, en heeft één melkgang die uitmondt in, of vlak voor de tepel.
Progesteron is nodig voor de optimale ontwikkeling van de melkklieren. De stamcellen in de borst, de glandulaire stamcellen, differentiëren zich in secretoire en myo-epitheel-cellen. De secretoire cellen zorgen voor de productie van melk. De myoepitheelcellen stuwen de melk de borst uit doordat ze samentrekken. Onder invloed van prolactine, groeihormoon, insuline, cortisol en EGF trekken deze spiercellen samen.
Halverwege de zwangerschap zijn de melkklieren al in staat om moedermelk te produceren, maar wordt slechts een kleine hoeveelheid uitgescheiden.

### Lactogenese
Prolactine is noodzakelijk voor de productie van melk, en daarnaast zijn verlaagde oestrogeenspiegels (hoeveelheid in het bloed opgeloste oestrogeen) nodig. De prolactinespiegel van het bloed blijft stijgen tijdens de zwangerschap, maar door de productie en afgifte aan het bloed van steroïdhormonen door de placenta, wordt de uitscheiding van melk, die plaatsvindt onder invloed van prolactine, onderdrukt. Prolactine en steroïdhormonen werken samen tijdens de mammogenese, maar werken elkaar dus tegen in de galactopoëse. De lactatie komt daarom pas op gang wanneer de hoeveelheid in het bloed opgeloste oestrogenen, progesteron en hPL daalt, na de bevalling, door het wegvallen van de placenta.
Tijdens de nageboorte wordt de placenta afgestoten, die zorgde voor de productie, en vervolgens afgifte aan de bloedbaan, van hormonen die de melksecretie remmen. Doordat deze productie wegvalt kan de melksecretie op gang komen. Het hormoon prolactine zorgt na de bevalling voor de uitscheiding van moedermelk, en het hormoon oxytocine voor de samentrekking van spiercellen rond de alveolen. Op deze manier kan de melk uit de tepel stromen: de zogenaamde toeschietreflex. Beide hormonen worden aangemaakt in de hersenen van de moeder, en afgegeven aan de bloedbaan, wanneer de tepels fysiek gestimuleerd worden. Dit kan bijvoorbeeld het zuigen van de baby zijn, of het afkolven met een zogenaamde kolf of afkolfpomp.
De zenuwbanen (de nucleus paraventricularis en nucleus supraopticus) die betrokken zijn bij de toeschietreflex, reguleren de afgifte van oxytocine, door stimulatie of remming van de hypofyse. Positieve prikkels, zoals het huilen van een baby, fysieke stimulatie van de tepel en een positieve houding in de zwangerschap en borstvoeding, kunnen voor een hogere melkproductie zorgen. Seksuele prikkels kunnen melksecretie bevorderen. De verwachting om borstvoeding te geven is genoeg om afgifte van oxytocine op gang te brengen. Voor de secretie van prolactine is echter fysieke stimulatie van de tepel noodzakelijk. Aan de andere kant kunnen negatieve prikkels, zoals pijn, stress, angst, onzekerheid of een negatieve houding (ten opzichte van borstvoeding), voor een remming van de toeschietreflex zorgen. Oxytocine komt ook vrij bij een orgasme.

### Galactopoëse
Voor de instandhouding van lactatie is perodiek zuigen en leegdrinken van de borst nodig. Met name prolactine is nodig voor galactopoëse, maar hoge basale spiegels zijn niet noodzakelijk. Deze blijven na de bevalling dalen tot ongeveer het niveau van voor de zwangerschap. Als er geen borstvoeding wordt gegeven verloopt dit proces in 2-3 weken en valt de melkproductie stil, maar bij moeders die borstvoeding geven duurt dit proces veel langer. De stimulatie van beide tepels en een hoge frequentie van voeden leidt samen tot verhoogde prolactinespiegels. Als twee kinderen tegelijkertijd worden gevoed, is de stijging van prolactine twee keer zo hoog. Hoe het stimuleren van de tepel precies zorgt voor de afgifte van prolactine is niet bekend. Er wordt vermoed dat het komt door de remming van dopamine, wat vermoedelijk voor de remming van prolactine afgifte zorgt. Stimulatie van de tepel zorgt ook voor afgifte van oxytocine, wat de toeschietreflex verzorgt.

### Energie voor lactatie
De benodigde energie voor lactatie wordt gehaald uit weefsels van de moeder en de voeding die zij binnenkrijgt. Fysiologische vetreserves die in de zwangerschap zijn aangemaakt worden gemobiliseerd tijdens de lactatieperiode, en herstel van het oorspronkelijke gewicht en figuur wordt bevorderd. Op basis van onderzoek wordt borstvoedende moeders aangeraden om 500 kilocalorieën per dag extra in te nemen. Een inname van 2000-2300 kilocalorieën is meestal voldoende. Verder wordt ook aangeraden om boven de normale voedingsadviezen 20 gram eiwit, 20% extra vitaminen en mineralen, 50% extra foliumzuur, 33% calcium, fosfor en magnesium in te nemen. Het is niet bewezen dat extra vochtinname leidt tot hogere melkproductie. Een verlaagde vochtinname heeft ook weinig effect, want de urineproductie zal afnemen voordat de melkproductie afneemt.

## Aanbod van moedermelk

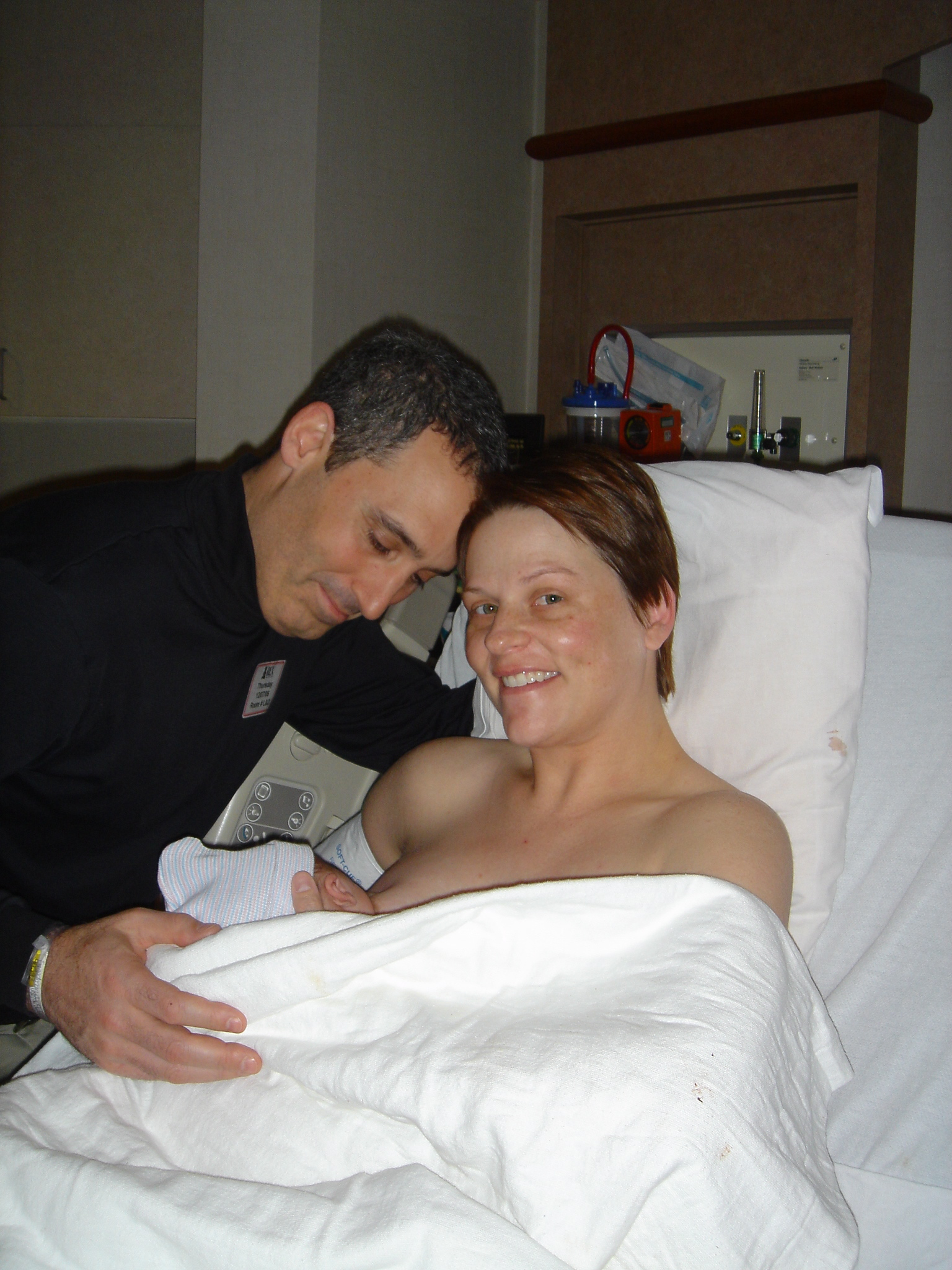
Baby's beginnen na de geboorte instinctief naar de borst en tepel te zoeken en aan de tepel te zuigen

Als vuistregel wordt aangehouden dat in de eerste week na de geboorte de melkproductie 60 mL per dag toeneemt. De gemiddelde melkproductie twee dagen post partum is ongeveer 120 mL. Een dag later is dit ongeveer 180 mL en op de vierde dag is het verdubbeld tot ongeveer 240 mL. Dit neemt geleidelijk aan toe tot ongeveer 300 mL per dag. Als alles goed verloopt, ontstaat een continue melkproductie na 10-14 dagen. Vaak wordt er per voeding ongeveer 120-180 mL gemaakt (rond de 1 tot 1,5 liter per dag bij 6-8 voedingen per dag). De productie van melk wordt geregeld aan de hand van de frequentie van het voeden en de hoeveelheid die gedronken wordt. Als de borst niet helemaal leeg wordt gedronken, wordt de productie verlaagd en als de borst wel helemaal wordt leeggedronken, neemt de productie toe.

### Frequentie van borstvoeding
Als er geen anatomische of medische complicaties aanwezig zijn, bepaalt het tijdstip van de eerste voeding wat de frequentie en duur van de volgende voedingen zal worden en of het geven van borstvoeding zal lukken of niet. Moeders en kinderen die binnen 1-2 uur na de bevalling borstvoeding beginnen, hebben een grotere kans op het slagen hiervan vergeleken met kinderen die pas een paar uren later borstvoeding krijgen. De lactatie komt het beste op gang als het kind bij de moeder kan blijven en gevoed kan worden op verzoek tijdens de eerste 24 uur. Bij de eerste voeding moet uit beide borsten worden gevoed voor ongeveer 5 minuten om de toeschietreflex op gang te brengen. In het begin zal de frequentie vaak onregelmatig zijn (8-10 keer per dag), maar na 1-2 weken ontstaat een vrij regelmatig patroon: elke 2-3 uur voeden.
Meestal drinkt de baby de eerste paar weken minimaal 7 à 8 maal per dag, maar eens in de zoveel tijd kan het voorkomen dat hij een dag lang veel vaker vraagt, zelfs tot een frequentie van elk kwartier, om te worden aangelegd aan de borst. Dit heet 'regeldagen' en deze dienen om een nieuw evenwicht van vraag en aanbod in te stellen. Als de moeder toegeeft aan de vraag van haar baby en dus vaak de borst aanbiedt, dan zal het evenwicht zich binnen een dag tot - in uitzonderlijke gevallen - een week herstellen. Voeden op verzoek maakt regeldagen minder heftig en korter van duur.
Vroege afname van melkproductie komt vaak door onvolledige lediging van de borsten. Dit kan komen door slecht drinken door de baby of door een slechte techniek van de moeder, emotionele problemen (zoals afkeer van borstvoeding geven) of medische complicaties (bv. mastitis). Late afname van melkproductie ontstaat door te veel bijvoeding, emotionele problemen, ziekte of een volgende zwangerschap.
Voldoende rust is noodzakelijk voor goede lactatie. Soms is het moeilijk om voldoende moedermelk te produceren als de moeder buitenshuis werkt. Als het niet mogelijk is om een voedingsschema te maken dat samengaat met werk, kan het nodig zijn om de borst met de hand of met een pomp leeg te kolven.
Het kan nodig zijn om flesvoeding te geven als het aanbod van de moeder blijvend inadequaat is (<50% van de benodigde hoeveelheid) na 3 weken proberen. Als kloven van de tepel of andere verwondingen afkolven onmogelijk maken, de vrouw ziek of zwanger is, kan het ook nodig zijn om borstvoeding te stoppen. Succes op de lange-termijn wordt bevorderd door regelmatige ondersteuning door medisch personeel of ervaren vrijwilligers.

### Stoppen van de lactatie
Stoppen met borstvoeding wordt ook wel 'spenen' genoemd. Blijft men het kind zogen, dan kan de lactatieperiode meerdere jaren duren totdat het kind volledig gespeend is. Doorgaans stopt men in Nederland en België met borstvoeding als de baby 3 tot 6 maanden oud is, vaak door sociale factoren, hoewel er wordt aangeraden om langer door te gaan. De natuurlijke speenleeftijd van de mens ligt tussen 2,5 en 7 jaar. Het WHO en Unicef raden ook aan om minimaal 2 jaar borstvoeding te geven, waarvan de eerste 6 maanden uitsluitend borstvoeding. Het wordt aangeraden om pas te starten met bijvoeding als de baby 6 maanden oud is.
Stoppen met borstvoeding gebeurt door in een paar weken tijd het aantal voedingen per dag langzaam af te bouwen. Als het afbouwen te snel gaat, kan stuwing ontstaan en soms zelfs een borstontsteking (mastitis). Wanneer de lactatieperiode bewust gestopt wordt, kan dit soms met behulp van medicatie zoals cabergoline of bromocryptine bespoedigd worden. De aanmaak van prolactine wordt medicamenteus geremd, waardoor melkproductie niet op gang komt of geremd wordt. De hoop hierbij is dat de borsten niet gespannen staan en geen melk lekken. Als de melkproductie al op gang was heeft deze methode doorgaans weinig nut. Voor vrouwen die na de bevalling flesvoeding verkiezen te geven, kan op deze manier de lactatie geremd worden. Tegenwoordig wordt nog maar zelden voor het stoppen van de melkproductie door middel van lactatieremmers gekozen in verband met de beperkte effectiviteit en vele bijwerkingen op korte en langere termijn. Veelal gebeurt dit alleen nog bij ernstige complicaties zoals ernstig ziekte bij de moeder of overlijden van de pasgeborene.
Soms stopt de lactatieperiode spontaan na enkele maanden van lactatie. Dit wordt ook wel 'droogvallen' genoemd. Vaak echter worden regeldagen verward met droogvallen, en in veel gevallen is het 'droogvallen' te ondervangen door gedurende een korte periode frequenter te voeden. Oorzaken van zo'n periode van verminderde melkproductie kunnen zijn: het gebruik van een oestrogeen bevattende anticonceptiepil, het op gang komen van de cyclus van de moeder, zwangerschap van de moeder of verminderde vraag van kind o.i.v. ontwikkeling of bijvoeding.

## De techniek van het drinken

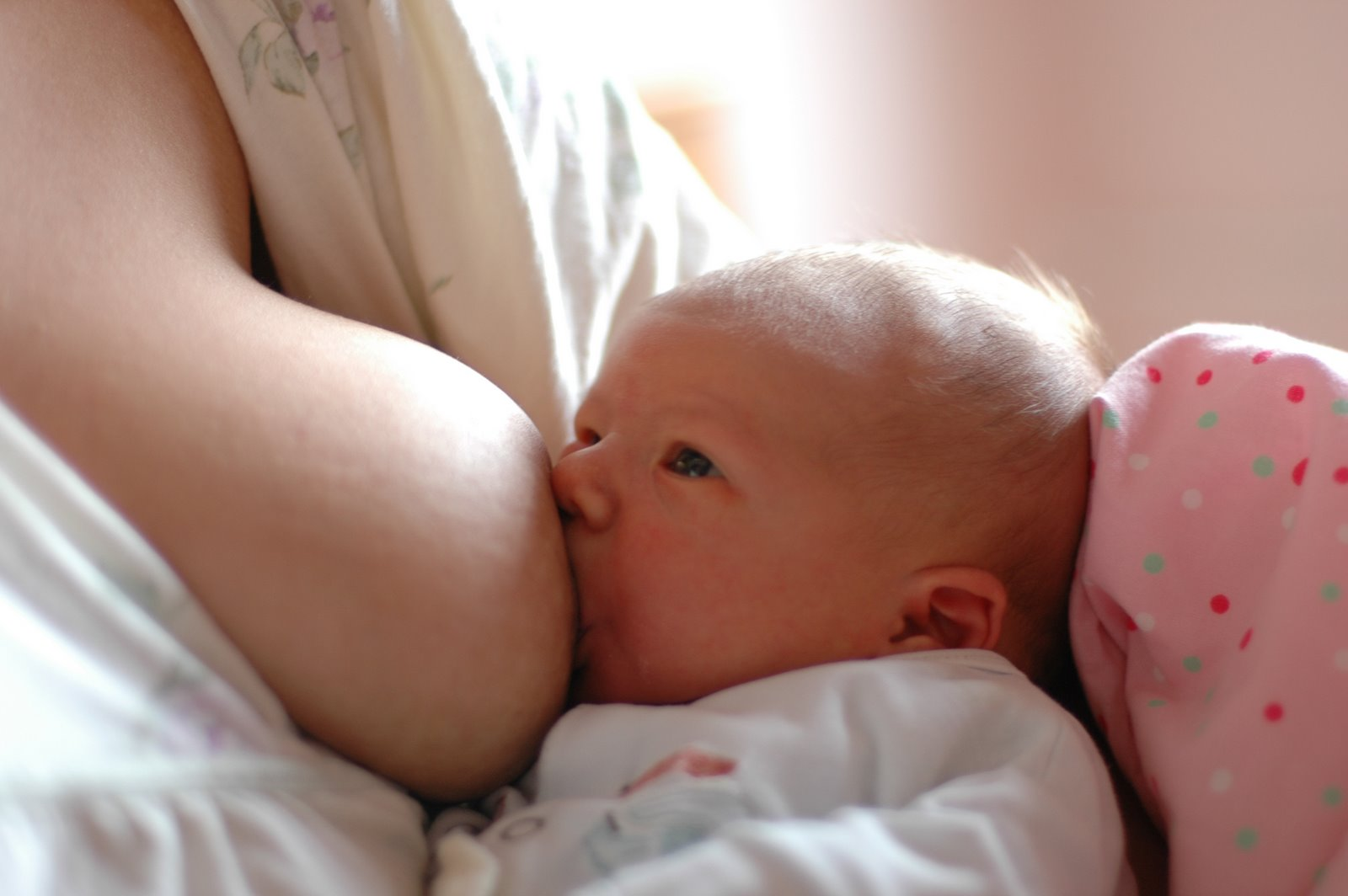
Een baby die correct is aangelegd.

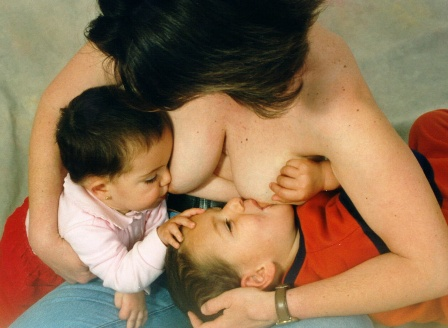
Tandemvoeden, een techniek die gebruikt kan worden bij het simultaan voeden van twee zogende kinderen.

Het kind zuigt niet zozeer aan de tepel, maar 'masseert' de tepel tussen het verhemelte (palatum) en de tong op een ritmische manier. Er is geen zuigkracht nodig om de borst te legen. Als reactie op het drinken, komt er oxytocine vrij, waarna er een toeschietreflex optreedt. Dan stroomt de melk uit de borst en komt beschikbaar voor de baby. Bij de baby hoort men dan het bekende klokken. Vaak merken de moeders dat er samentrekkingen in de borst zijn wanneer dit optreedt.
Sommige vrouwen besteden veel aandacht aan borstvoeding en zijn zelfs bang voor het mislukken van het geven van borstvoeding en niet voor hun kind kunnen zorgen. Met hulp van de verpleging of lactatiekundige zijn de meeste vrouwen die borstvoeding willen geven ook hiertoe in staat. Het is van belang dat de baby goed wordt aangelegd. Het hele tepelhof moet in de mond van de baby komen om de voeding goed op gang te kunnen brengen.
Bij elke voeding is het van belang om uit beide borsten te voeden. Als een van beide borsten niet goed wordt geleegd, kan dit voor een verlaging van de melkproductie zorgen. Bij elke voeding wisselen van borst leidt vaak tot pijn door zwelling van de borsten en een verlaagde melkproductie. De borst moet na elke voeding 'leeg' zijn, wat soms niet lukt bij een slaperige baby. Ook het gebruik van flesvoeding kan een invloed hebben op borstvoeding en moet in de eerste 6-8 weken vermeden worden, behalve als het niet anders kan.
Voor het geven van borstvoeding kan de moeder zich het beste voorbereiden. Ze moet haar handen wassen met water en zeep. De borsten en tepels kunnen het beste met alleen water gewassen worden. Vervolgens moet ze plaatsnemen in een comfortabele positie, zoals in een schommelstoel of een rechte stoel. Als zitten moeilijk is door bijvoorbeeld hechtingen van een episiotomie (knip in het perineum om doorscheuren te voorkomen), kan de moeder op haar zij liggen.
Elke baby is anders, maar bij de meeste baby's is de volgende techniek succesvol. Het kind kan de eerste paar dagen op verzoek gevoed worden, ongeveer elke 3-4 uur, 5 minuten per borst. De tijd per voeding wordt geleidelijk aan opgevoerd om de toeschietreflex op gang te brengen, maar per borst mag maximaal 10-15 minuten worden gevoed. Als er langer per borst wordt gevoed kunnen tepelkloven ontstaan en leiden tot ontsteking van de borst.
Als de wang of zijkant van de mond van het kind worden gestimuleerd, zal het kind reflexmatig het hoofd draaien richting de tepel en de mond openen. Vervolgens moet het kind stevig tegen de borst worden gedrukt zodat de hele tepel en de tepelhof in de mond van het kind zitten. Lichte zuigkracht van het kind houdt de tepel op zijn plaats. Een klein beetje melk met de hand uit de borst masseren en de baby laten proeven kan het kind stimuleren om te drinken. Er moet worden geprobeerd om het kind wakker te houden door te bewegen of met klopjes op de schouder of rug.
Voordat het kind van de borst wordt gehaald, moet de mond lichtjes worden geopend met de hand om de zuigkracht van het kind te verbreken. Na de voeding kunnen de borst en tepel met water gespoeld en gedroogd worden.

## Samenstelling van moedermelk
Per 100 ml bevat rijpe moedermelk 1,05 gram eiwit, 3,9 gram vet, 18,0 mg natrium, 52,5 mg kalium, 28,0 mg calcium, 14,0 mg fosfor, 3,5 mg magnesium, 42,0 mg chloride, 0,025 mg koper, 0,12 mg zink, 0,03 mg ijzer en 69 kcal. De vetfractie bestaat voornamelijk uit langeketenvetzuren (vooral ketens van 16 en 18 koolstofatomen), en bevat (in tegenstelling tot melk van bijvoorbeeld koeien, geiten en paarden) vrijwel geen kortketenige (C4, C6) vetzuren of vetzuren met een middellange keten (C8, C10, C12). Moedermelk wijkt sterk af van koemelk. Moedermelk heeft een hoog calcium- en lager fosforgehalte, bovendien is het eiwitgehalte in koemelk drie maal zo hoog als in moedermelk, terwijl suiker- en vetgehalte in koemelk lager zijn.
De samenstelling van moedermelk wisselt met het tijdstip van de dag: melk die in de ochtend gegeven wordt is van een andere samenstelling dan de melk die 's nachts gegeven wordt. Daarnaast verandert de samenstelling van de melk in de maanden dat het kind gevoed wordt. Een kind dat een jaar gevoed wordt, drinkt andere melk dan een baby van 6 weken oud. De samenstelling van de melk is afgestemd op de ontwikkeling van het kind.
Moedermelk bevat daarnaast onder andere:
- lysozym; een enzym met een sterke antibacteriële werking, dat in hogere concentraties in de moedermelk voorkomt na de zesde maand, als de leefwereld van de baby groter wordt door bijvoorbeeld kruipen
- lipase, dat de ontoereikende werking van de nog onrijpe alvleesklier van de baby compenseert, en parasieten doodt
- groeifactoren; deze programmeren het immuunsysteem: bij een goede opbouw van zijn afweer heeft het kind er ook op latere leeftijd profijt van. Het maakt dan bijvoorbeeld meer antistoffen aan na een vaccinatie
- antistoffen
- epidermale groeifactor, dat de groei van het maag- en darmslijmvlies stimuleert
- human-milk-growth-factors, stimuleren de groei van maag-/darmslijmvlies
- interferon: maakt binnengedrongen virussen onschadelijk
- interleukines: bevorderen het ontstekingsproces na een opgelopen infectie
- tumornecrosefactor (TNF): ook voor het bevorderen van het ontstekingsproces.
- lactoferrine: absorbeert ijzer (wat voeding is voor schadelijke bacteriën), en zorgt dat het ijzer door het lichaam van de baby bijna volledig wordt gebruikt voor de aanmaak van hemoglobine, het hoofdbestanddeel van de rode bloedcellen
- rebiotica (bifidus-factor): stimuleert de groei van goede bacteriën in de darmflora
- nucleotiden: bevorderen groei en rijping van darm- en afweercellen
- taurine: belangrijk voor de opbouw van hersenweefsel, daarnaast is taurine een membraan-stabiliserende factor
- andere bioactieve componenten

### Voor- en achtermelk

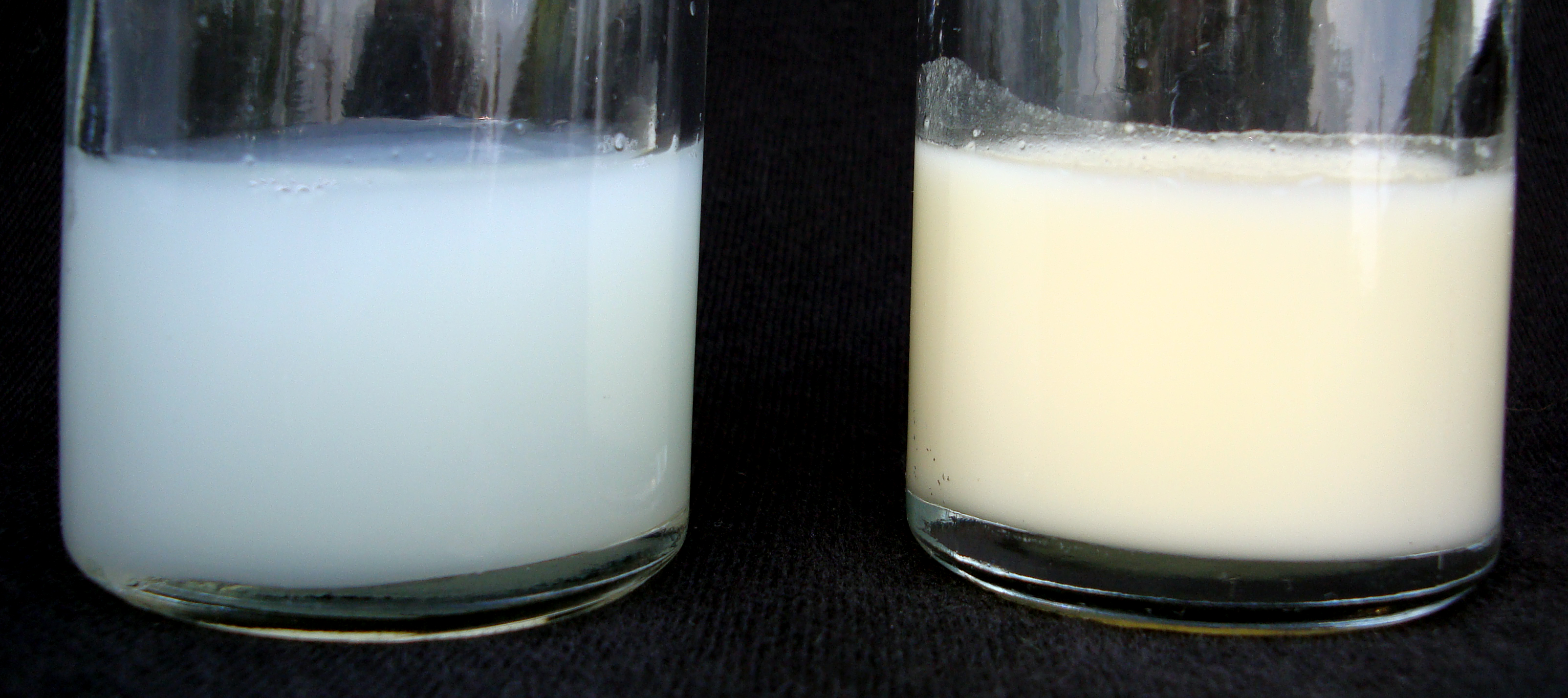
Links voormelk; rechts achtermelk

De eerste melk die bij een voedingssessie wordt gegeven, de voormelk, is dorstlessend. De melk die later tijdens een voeding gedronken wordt noemt men achtermelk en bevat meer vet. In normale gevallen, als de baby op verzoek drinkt, en net zo lang aan de eerste borst mag drinken als hij wil, zal hij vanzelf voldoende achtermelk krijgen. Alleen wanneer een vrouw een zeer grote productie heeft, kan de hoeveelheid melk zo groot zijn dat er relatief minder achtermelk gedronken wordt.

## Voordelen van borstvoeding

### Voordelen van borstvoeding voor het kind
Moedermelk is licht verteerbaar, heeft een ideale samenstelling, heeft de juiste temperatuur, is beschikbaar op het juiste moment en is vrij van bacteriële contaminatie. Doordat borstvoeding lichter verteerbaar is dan kunstvoeding, hebben geborstvoede baby's minder last van spugen en darmontstekingen. Het colostrum, de melk geproduceerd vlak na de bevalling, bevordert het loskomen van het meconium, de eerste (donkergroene) ontlasting van de baby. Kinderen die borstvoeding hebben gekregen hebben ook een lagere incidentie (zich voordoen) van: diarree, infectie van de lagere luchtwegen, middenoorontsteking (otitis media), longontsteking, urineweginfectie, necrotiserende enterocolitis (een ontsteking van de darmen waarbij delen afsterven), invasieve bacteriële infectie en wiegendood.
Mogelijk is er ook een verlaagd risico op type 2 diabetes, de ziekte van Crohn, colitis ulcerosa, lymfomen en allergieën. Dit geldt voornamelijk voor allergisch astma, koemelkeiwitallergie en voor atopisch eczeem. Moedermelk bevat antistoffen tegen allerlei ziektes, zodat baby's die borstvoeding krijgen minder snel ziek worden en een beter immuunsysteem ontwikkelen. Dit is een vorm van passieve immunisatie. De kans op een infectie neemt af, en de ernst van een wel opgelopen infectie neemt ook af.
Het risico op obesitas is ook lager. Op de lange termijn hebben geborstvoede baby's als volwassenen een lagere bloeddruk, een lager cholesterolgehalte in het bloed, en presteren ze beter op intelligentietesten. Het drinken aan de borst zorgt bij de baby's en kinderen voor minder gaatjes, een meer rechtstaand gebit en betere kaakspieren. Zij hebben minder kans op osteoporose (in de volksmond botontkalking genoemd).
Verder wordt ook de band tussen moeder en kind versterkt. Cognitieve ontwikkeling en intelligentie kunnen ook hoger zijn bij geborstvoede kinderen.
De geur van moedermelk lijkt van invloed te kunnen zijn op de pijnbeleving. Uit onderzoek bleek dat de hartslag van prematuren (te vroeggeborenen) gelijkmatiger bleef, en de zuurstofsaturatie van het bloed hoger, als zij bij het afnemen van bloed (venapunctie) moedermelk konden ruiken.

### Voordelen van borstvoeding voor de vrouw
Het geven van borstvoeding is gemakkelijk, economisch en emotioneel bevredigend voor de meeste vrouwen. Het helpt om de baarmoeder samen te laten trekken en versnelt het proces waarbij de baarmoeder weer kleiner wordt en terugkeert naar de normale grootte, ook wel involutie genoemd. Bloedverlies, na de bevalling, van de moeder is minder bij borstvoedende vrouwen. De emotionele binding tussen moeder en kind wordt bevorderd en geeft zelfvertrouwen. Tijdens de borstvoeding produceert de moeder hormonen die haar tot rust laten komen. Het al eerder genoemde hormoon oxytocine staat om die reden ook wel bekend als het 'relaxhormoon'. Eenzelfde rustgevende werking heeft ook het hormoon cholecystokinine (CCK), dat in de loop van een voeding in zowel het lichaam van de moeder als van de zuigeling wordt aangemaakt. Ook het hormoon prolactine dat de melkaanmaak regelt speelt een rol in de slaappatronen van moeder en kind.
De motiliteit van de darmen en opname van voedingsstoffen is bevorderd in de vrouw. Als de moeder volledige borstvoeding geeft, wordt door de ovulatieremmende werking van prolactine de terugkeer van de menstruatiecyclus en daarmee de vruchtbaarheid van de vrouw vertraagd. Deze vorm van anticonceptie (de LAM-methode) heeft de eerste 4 maanden een betrouwbaarheid die vergelijkbaar is met die van een spiraaltje (0,32), mits aan alle voorwaarden van LAM wordt voldaan. Daarom werkt het alleen maar als volledige en exclusieve borstvoeding op verzoek wordt gegeven en de menstruatie nog niet op gang is gekomen. Daarom heeft men in Nederland de neiging om bij het zogen altijd anticonceptie aan te raden, ook als de gekozen vorm een remmende invloed op de lactatie kan hebben en daardoor een goede borstvoedingsrelatie in de weg kan staan.
Het risico op borst-, baarmoeder- en ovariumkanker is ook verlaagd bij vrouwen die langer dan zes maanden borstvoeding geven. De mortaliteit van reumatoïde artritis is ook verlaagd in lacterende vrouwen. Het HDL-cholesterol ('gezond' cholesterol) wordt ook verhoogd.

### Hechting
Wereldwijd wordt als voordeel van borstvoeding aangevoerd dat het de emotionele band tussen moeder en kind zou versterken. Vanouds heeft men dit ook altijd aangenomen. In de Bijbel wordt de band die borstvoeding schept al genoemd, onder andere in Hooglied 8:1, Jesaja 49:15 en psalm 22:9. Het is een intieme lichamelijke handeling tussen twee mensen, in dit geval moeder en kind.
Uit een literatuuronderzoek uit 2020 kwam naar voren dat er weinig onderzoek is gedaan naar het hechtingsproces in relatie met borstvoeding. De weinige artikelen die er zijn geven wel aanwijzingen voor een positief effect op de band tussen moeder en kind. Ook kwam naar voren dat vrouwen met een veilige hechting vaker zelf borstvoeding geven. Er is wereldwijd consensus dat borstvoeding de binding tussen moeder en kind versterkt, en omgekeerd, dat directe nabijheid en binding tussen moeder en kind belangrijk is voor het doen slagen van de borstvoedingsrelatie.
De regels voor het geven van borstvoeding van de WHO gaan hier ook van uit.

### Voordelen voor het milieu en hygiëne
Omdat borstvoeding ter plekke wordt aangemaakt door de moeder, en niet verwarmd en vervoerd hoeft te worden, en er ook geen resten hoeven worden weggegooid als de baby aan de borst drinkt, is het geven van borstvoeding minder belastend voor het milieu. Moedermelk wordt niet aangemaakt met water of in een (vieze) keuken, dus het risico op contaminatie van de voeding minder groot. 

## Nadelen van borstvoeding
Regelmatig borstvoeden kan de dagelijkse activiteit van de moeder belemmeren en wordt door sommige moeders als ongemakkelijk ervaren. Het borstvoeden van een tweeling kan succesvol worden gedaan, maar vereist vrijwel continu voeden tijdens de eerste weken. Een keizersnede kan het ook noodzakelijk maken om het geven van vroege borstvoeding aan te passen. Er kunnen ook complicaties zijn als gevoeligheid van de tepels en ontsteking van de borst, mastitis. Vergeleken met niet-lacterende vrouwen neemt bij borstvoedende vrouwen de  botdichtheid af met gemiddeld 6,5%. Dit herstelt zich weer na het spenen van het kind. Uit onderzoek blijkt dat de lactatieperiode kan leiden tot (tijdelijk) botweefsel-verlies, waarbij ook tanden kunnen afbrokkelen.
Borstvoeden is vaak niet mogelijk bij zwakke, zieke of heel premature kinderen. Bij kinderen met een hazenlip, choanale atresie (afwezig of misvormd deel van de neusholte) of fenylketonurie (PKU; intolerantie voor de meeste eiwitten, waardoor de stof fenylalanine zich in de urine ophoopt) is het meestal ook niet mogelijk. Te vroeg geboren baby's kunnen te weinig kracht hebben om aan de borst te drinken, waardoor extra hulp nodig kan zijn. Bij premature kinderen wordt vaak afgekolfde moedermelk van de moeder zelf of van een donor gegeven. Het is niet bekend wat voor effect dit heeft op de immunologische werking van moedermelk. Bij zwakke en zieke kinderen is de kans op ziekte-overdracht (transmissie) van ziekteverwekkers via moedermelk (ook wel verticale transmissie genoemd) verhoogd, dus bij seropositieve moeders moet worden opgepast.
Een klein deel van anders gezonde kinderen ontwikkelt ongeconjugeerde hyperbilirubinemie tijdens de eerste paar weken. Dit komt door de hoge activiteit van het enzym glucuronyl-transferase in de moedermelk. Hierbij ontstaat een overschot aan bilirubine. Zuigelingen die volledig gevoed worden met borstvoeding kunnen bij een verkeerd borstvoedingsmanagement onvoldoende vitamine K binnenkrijgen, in heel zeldzame gevallen (1 a 2 kinderen per jaar) kan dit leiden tot gevaarlijke bloedingen, omdat vitamine K essentieel is voor de ontwikkeling van sommige stollingsfactoren en dus een normale bloedstolling. Om dit tekort te voorkomen geldt in Nederland het advies om vitamine K-druppels te geven.
Soms voelt de vader zich minder betrokken bij de verzorging van het kind. Verder wordt vaak gedacht dat het geven van borstvoeding in het begin beduidend meer tijd kost dan flesvoeding, ook al is daar geen onderzoek naar gedaan. Kunstvoeding kan ook door de man worden gegeven met een fles, zonder dat moeder hoeft te kolven, zodat de taken tussen moeder en vader zijn verdeeld.  

### Combinatie met werk
Het geven van borstvoeding is niet altijd makkelijk te verenigen met werk. Dit kan  opgelost worden door te kolven. De werkomgeving is wettelijk verplicht een zogende moeder hierin volledig tegemoet te komen. In de praktijk houdt echter niet iedere werkgever zich aan deze verplichting. Bovendien moet uiterst hygiënisch met de moedermelk worden omgesprongen, en moet het meteen na het afkolven gekoeld of ingevroren worden, om bederf en contaminatie te voorkomen. Het kan verder lastig zijn om van borstvoeding over te stappen op -al of niet afgekolfde- flesvoeding. De baby is immers gewend aan de borst te drinken en alleen door de moeder gevoed te worden, en bovendien vereist drinken uit de fles een andere techniek. Dit kan tot hardnekkige problemen leiden, waarbij het kind weigert flesvoeding te drinken. Als het moederschapsverlof afgelopen is en het kind nog zoogt is dat geen probleem, immers met 9 maanden is het volgens onder andere de beroepsvereniging van tandartsen raadzaam om flesgebruik geheel af te bouwen en op een beker over te gaan. Werkgevers zijn verplicht in Nederland om de eerste negen maanden mee te werken aan het kunnen geven van borstvoeding.

### Anatomische afwijkingen
Vrouwen die een borstvergroting hebben ondergaan kunnen vaak wel borstvoeden, maar de kans op het mislukken is toegenomen met 25%. Als het gevoel in de tepel is verloren is borstvoeding onmogelijk. Andere factoren die ontstaan als gevolg van een operatie, zoals pijn in de borsten, contracturen en druk op de borst van de implantaten, kunnen het geven van borstvoeding belemmeren. Vrouwen die een borstverkleining hebben ondergaan kunnen vaak niet borstvoeden, omdat de melkgangen zijn doorgesneden.
De tepels van de vrouw zijn soms ingetrokken, waardoor de baby een richtpunt om toe te happen mist. Ingetrokken tepels maken borstvoeding op zich niet moeilijker of onmogelijk, omdat een baby bij het toehappen niet het puntje van de tepel, maar de gehele tepelhof in de mond neemt. Door verkeerd zuigen van de baby kunnen pijnlijke tepelkloven ontstaan. En er kan een pijnlijke candida-infectie van de tepel ontstaan, wat bij het kind weer tot spruw kan leiden.

### Contra-indicaties
Er bestaan ook verschillende absolute medische contra-indicaties voor borstvoeding. Borstvoeding wordt ontraden bij:
- het gebruik van (hard)drugs
- overmatig alcoholgebruik
- humaan T-cel leukemie type 1 (een vorm van leukemie die door een virus wordt veroorzaakt. Dit virus is overdraagbaar via moedermelk)
- borstkanker
- actieve herpes-simplexinfectie van de borst
- actieve pulmonaire tuberculose
- humaan T-cel lymfotrofisch virus type I of II
- galactosemie van het kind (de afbraak van suikers, onder andere de suikers in moedermelk, is niet mogelijk, waardoor toxische stoffen zich ophopen)
- gebruik van chemotherapie door de moeder
- recent gebruik van radioactieve isotopen (voor behandeling of diagnostiek) bij de moeder
- blootstelling aan radioactief materiaal

Geneesmiddelengebruik kan ook een contra-indicatie zijn voor borstvoeding en moet worden besproken met de behandelend arts. HIV wordt in sommige landen (o.a. Verenigde Staten) als contra-indicatie beschouwd, omdat het kind geïnfecteerd kan raken. Er is ook een kans op verticale transmissie van infecties van moeder op kind. Daarom wordt er in ontwikkelde landen, waar andere voorzieningen voor de voeding van kinderen beschikbaar zijn, voor gekozen om geen borstvoeding te geven. In derdewereldlanden wordt aangeraden om wel borstvoeding te geven (ondanks de HIV-infectie), omdat dit noodzakelijk is voor de overleving van het kind.
Moeders die positief zijn voor het hepatitis B-antigeen, of die zijn geïnfecteerd met hepatitis C kunnen wel borstvoeding geven. Hetzelfde geldt voor infectie met het cytomegalovirus. Er moet echter wel worden opgelet bij kinderen met een laag geboortegewicht, omdat ze een zwakkere afweer hebben.
Lacterende vrouwen met cystic fibrosis hebben moedermelk met hoge natriumgehaltes, en het kind loopt dan risico op hypernatriëmie. Moeders met varicella zoster kunnen pas borstvoeding geven als het kind passief is geïmmuniseerd, en er bovendien geen zweertjes zijn op de borsten. Er mag dan alleen afgekolfde melk worden gegeven.
Roken gedurende de periode dat borstvoeding wordt gegeven kan ook reacties in het kind geven, zoals overgeven, diarree en onrust. Fors alcoholgebruik door de voedende moeder is tijdens de borstvoeding schadelijk voor het kind. Per eenheid alcohol geldt een afbraak-tijd (in de lever van de moeder) van 3 uur. De gevolgen van marihuana-gebruik tijdens de borstvoeding zijn onvoldoende bekend, maar het lijkt onverstandig voor de moeder om marihuana te gebruiken.

## Mogelijke problemen bij borstvoeding
Soms is borstvoeding onmogelijk. Er zijn vrouwen die geboren worden met ontoereikend klierweefsel of stoornissen in de hormoonhuishouding die het aanmaken en afscheiden van melk belemmeren. Vrouwen die een ingrijpende borstoperatie hebben ondergaan hebben soms onvoldoende klierweefsel over of de melkkanalen zijn doorsneden, zodat er geen afvoer van melk meer mogelijk is. Psychische factoren, zoals een verleden met seksueel misbruik, kunnen er de oorzaak van zijn dat een vrouw een te grote weerstand heeft tegen het gebruik van haar borsten. Maar de meest voorkomende oorzaak voor het niet kunnen geven van borstvoeding is te vinden in onvoldoende kennis van het proces van borstvoeding bij de moeder en haar zorgverleners.
Een zeldzame oorzaak voor het niet op gang komen van de borstvoeding is het syndroom van Sheehan. Dit ontstaat door ernstig bloedverlies tijdens en na de bevalling.
In de huidige maatschappij is het geven van borstvoeding voor veel moeders ook lastig. In de eerste maanden borstvoeding geven wordt meestal als normaal gezien, maar tegen moeders die langer borstvoeding geven, wordt vaak vreemd aangekeken. Zij zouden "raar" zijn en hun kind aan zich willen binden als de leeftijd rijp is om zelfstandig te worden. Veel mensen zijn dan ook niet op de hoogte van het advies van het WHO en UNICEF om ten minste 2 jaar borstvoeding te geven.
Volgens de normen van onze maatschappij mogen de borsten van een volwassen vrouw niet getoond worden (zie ook Topless), en dat maakt het moeilijk om borstvoeding te geven. Op sommige plaatsen kan de moeder een kamertje met privacy vinden en soms trekt ze zich terug op het toilet, wat natuurlijk niet de plezierigste plaats is. Andere vrouwen maken echter geen bezwaar tegen andere aanwezigheden, zodat ze zonder bezwaar hun kind voeden als er bezoek is, of tijdens een treinreis. In Europa zijn de normen minder preuts dan in Amerika. Zo zijn er in Nederland ook borstvoedingscafés. Dit zijn cafés die op bepaalde momenten open gesteld zijn voor vrouwen om in een aangename openbare ruimte borstvoeding te kunnen geven.

## Kolven van moedermelk

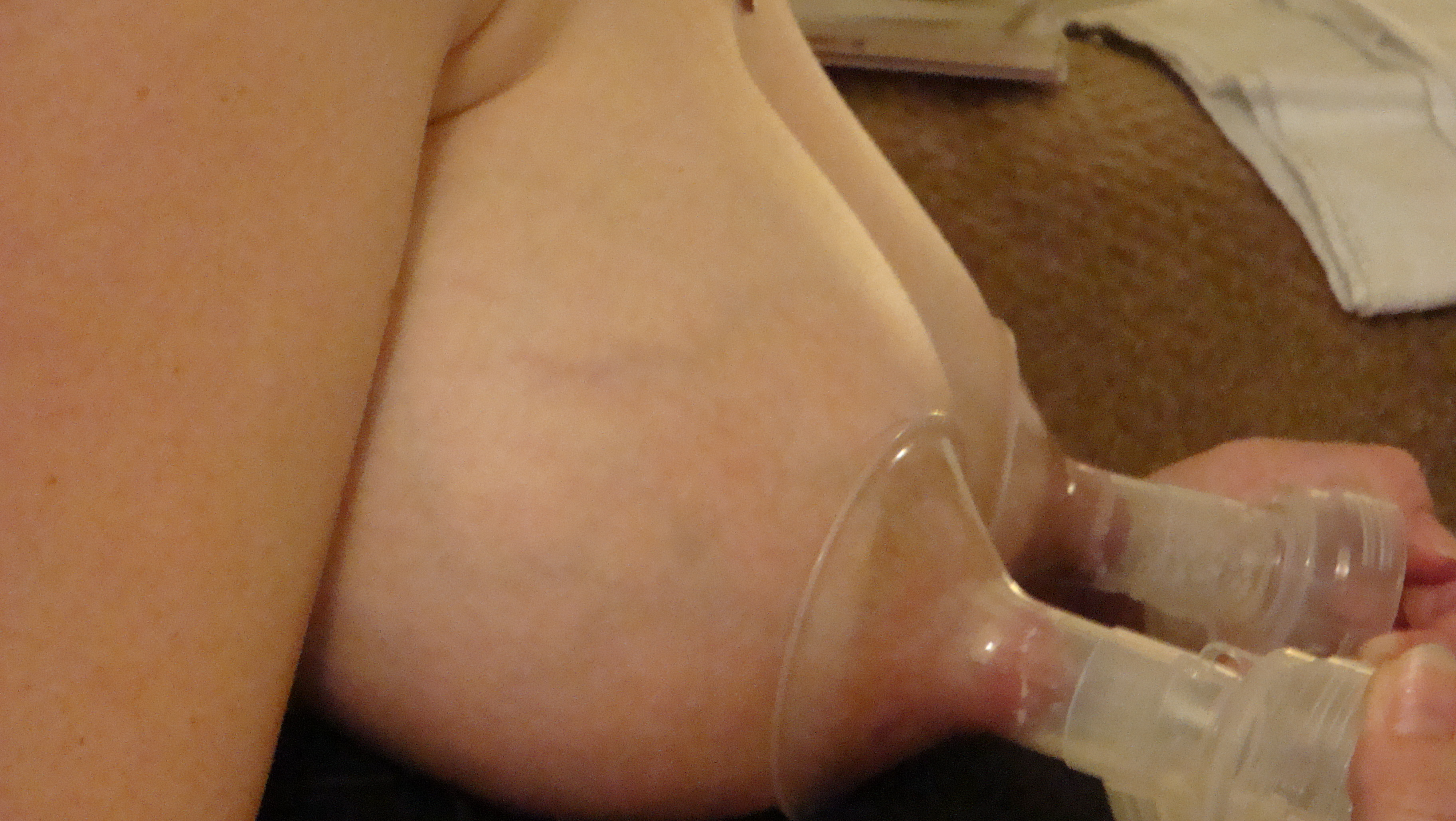
Een vrouw die melk afkolft met twee borstkolven

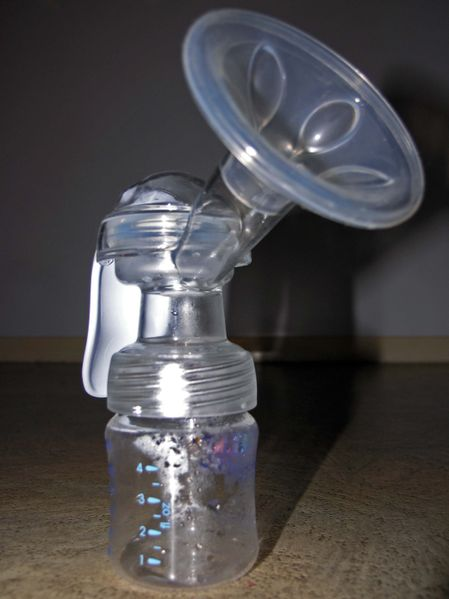
Een handmatige borstkolf

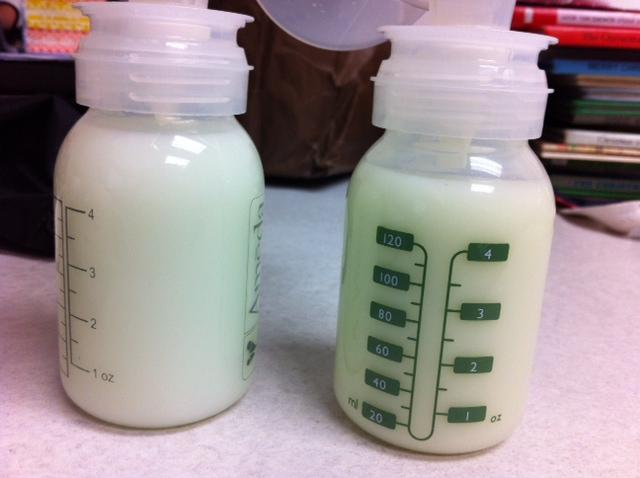
Twee flesjes afgekolfd moedermelk.

Het afkolven van melk kan nuttig zijn als men het verkiest moedermelk te geven, maar het niet mogelijk is om borstvoeding te geven, doordat de moeder vanwege werk vaak afwezig is of doordat de baby niet aan de borst kan drinken, bijvoorbeeld omdat het te vroeg geboren is.
Met kolven kan begonnen worden wanneer dat nodig is. Dit kan zijn na de geboorte van een prematuur, dus nog voordat de baby zelf aan de borst gedronken heeft, met de bedoeling om de borstvoeding op gang te brengen en om kleine hoeveelheden moedermelk beschikbaar te hebben voor het kind. In andere gevallen kan de moeder melk afkolven op het moment dat zij een voorraadje melk wil aanleggen. Dit ter voorbereiding voor wanneer het kind naar de crèche gaat en/of de moeder weer gaat werken. Doorgaans zal de baby de afgekolfde moedermelk drinken met de fles. Het tot nu toe met de borst gevoede kind zal het drinken aan de fles moeten leren. Met het oefenen kan begonnen worden als de baby 6-7 weken is en alleen als de drinktechniek aan de borst goed is.
Er kan op verschillende manier gekolfd worden. De borst kan met de hand worden uitgemolken. Er kunnen echter ook kolfapparaten worden gebruikt. Deze zijn er in twee varianten: handmatig en elektrisch. Er zijn verschillende producenten van kolfapparaten. Informatie over deze producenten en hun producten is te vinden bij de verschillende borstvoedingsorganisaties en de thuiszorgwinkels van de thuiszorg. Vaak kunnen elektrische kolfapparaten worden gehuurd.

### Bewaren van moedermelk
Moedermelk kan in de koelkast bewaard worden en kan ook ingevroren worden. Als moedermelk gekoeld bewaard wordt, scheidt deze zich in verschillende componenten. Het opvallendste is de vetlaag die op de melk komt te staan. Die ziet eruit als slagroom en mengt zich weer met de rest van de melk als deze verwarmd wordt. Volwassenen vinden moedermelk vaak zuur ruiken en twijfelen dan, onterecht, aan de kwaliteit van de melk. Afgekolfde moedermelk kan net als kunstvoeding worden opgewarmd in een flessenwarmer, of au bain-marie in een pannetje met lauwwarm water.
Afgekolfde moedermelk mag in de magnetron worden opgewarmd. Men dient dit echter met beleid te doen: de reden hiervoor is dat de vetdeeltjes in de moedermelk hete bolletjes kunnen vormen waaraan de baby zich brandt. Ook kunnen kostbare eiwitten en afweerstoffen in de magnetron afgebroken worden als de melk te snel en plaatselijk te warm wordt. In de magnetron opwarmen mag uitsluitend bij de laagste opwarmstand. Ook dient de melk 2 tot 3 keer tijdens het opwarmen geschud te worden om te voorkomen dat hot spots ontstaan.
Het is belangrijk dat de moedermelk niet warmer wordt dan 30-35 °C. Dit is een goede drinktemperatuur. Afgekolfde moedermelk verliest namelijk beschermende stoffen bij temperaturen boven 50 °C.
Afgekolfde moedermelk kan verschillend van kleur zijn. Afgekolfde moedermelk is nooit (spier)wit, maar roomkleurig of groenig of blauwig. Het heeft niets te maken met het bedorven zijn van de melk, maar met de samenstelling van de melk op dat moment.
| Locatie                                    | Temperatuur              | Houdbaarheid |
| ------------------------------------------ | ------------------------ | ------------ |
| Op een tafel                               | kamertemperatuur (20 °C) | 6-8 uur      |
| Geïsoleerde koeltas                        | 4-15 °C                  | 24 uur       |
| Koelkast                                   | 4 °C                     | 5 dagen      |
| Vriezer (compartiment in de koelkast zelf) | −15 °C                   | 2 weken      |
| Vriezer (aparte deur dan de koelkast)      | −18 °C                   | 3-6 maanden  |
| Diepvries                                  | −20 °C                   | 6-12 maanden |

## De rechten van een voedende vrouw
In Nederland is elke werkgever wettelijk verplicht om een ruimte beschikbaar te hebben voor moeders om hun kind live te voeden of om moedermelk af te kolven, en/of om de moeder in de gelegenheid te stellen haar kind elders te voeden. De moeder mag totdat haar baby 9 maanden is (dus tot en met de dag voor baby zijn of haar 'tienmaandenverjaardag' heeft) tot 25% van haar werktijd doorbetaald gebruiken om 'in de tijd van de baas' te voeden of melk af te kolven in een rustige, afgesloten ruimte. Reistijd komt voor rekening van de moeder.
Veel werkgevers kennen de Arbeidstijdenwet niet en/of maken bezwaar tegen deze regeling. Een aantal moeders ziet ervan af om de discussie hierover met de werkgever aan te gaan. Echter, bij sommige bedrijven is het goed geregeld en zijn er goed geoutilleerde kolfkamers beschikbaar.

## Alternatieven voor borstvoeding
Als borstvoeding niet mogelijk is, zijn er verschillende alternatieven. Er kan bijvoorbeeld melk afgekolfd worden. Verder kan de baby afgekolfde melk van een andere moeder krijgen. Dit was vroeger redelijk gebruikelijk voor rijke vrouwen, die een zogenaamde min hadden voor hun kinderen, maar is tegenwoordig uiterst zeldzaam. Hiervoor is in Nederland het Moedermelk Netwerk opgericht.
Tot slot bestaat er kunstmatige babyvoeding. Vele kinderen worden hier sinds de jaren '60 van de twintigste eeuw mee grootgebracht. Kunstmatige babyvoeding bevat toegevoegde vitamine K en D, zodat vitamine K en D druppels niet nodig zijn. Er is geen moeder nodig om het geven, wat bijvoorbeeld bij een echtscheiding of overlijden van de moeder in een behoefte voorziet. Nadelig aan deze optie is dat zowel de baby als de eventuele moeder veel gezondheidsvoordelen missen. Dat is ook het oordeel van de Wereldgezondheidsorganisatie en UNICEF, die vinden dat de babymelkindustrie op een ongeoorloofde manier jonge moeders beïnvloedt om te kiezen voor babymelk in plaats van borstvoeding.

## Religie en borstvoeding
In verschillende religies speelt borstvoeding een rol. Uit onderzoek is ook gebleken dat religieuze vrouwen vaker en langer hun kinderen borstvoeden. Met name islamitische en protestantse vrouwen geven vaker borstvoeding.

### Jodendom
In het jodendom wordt waarde gehecht aan borstvoeden. Meestal gebeurt dit 24 maanden, maar er wordt een maximum gegeven van vijf jaar. Het geven van borstvoeding door de moeder, maakt het kind afhankelijk van haar, net als de mens afhankelijk is van God.

### Christendom
In de Bijbel komt het geven van borstvoeding op verschillende plaatsen voor. Er worden geen expliciete regels gegeven. Borstvoeding komt er voor als iets vanzelfsprekends en goeds.

### Islam
In de Koran wordt specifieker ingegaan op het geven van borstvoeding.
Moeders zullen hare kinderen twee volle jaren zogen, ... En indien gij verkiest, eene min voor het kind te nemen, zal dit geene zonde zijn, ingeval gij haar ten volle betaalt wat gij haar hebt beloofd. (delen van Surat al-Baqarah 2:233)
...en de tijdruimte der zwangerschap en de zoging tot aan zijne spening, is dertig maanden. ... (deel van Surat al-Ahqaf 46:15)
Er wordt aangeraden om borstvoeding te geven tot de leeftijd van twee jaar. Het was in die tijd (ca. 800 na Chr.) de gewoonte om kinderen te laten borstvoeden door een min en dit wordt in de islam ook toegestaan.

## Geschiedenis van de borstvoeding

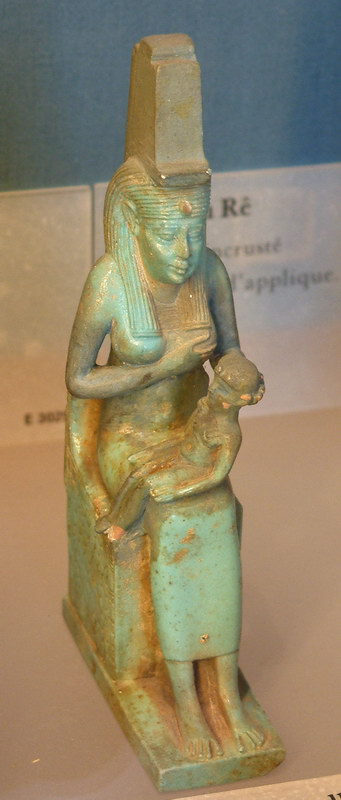
Oud-Egyptisch beeld uit het Louvre.

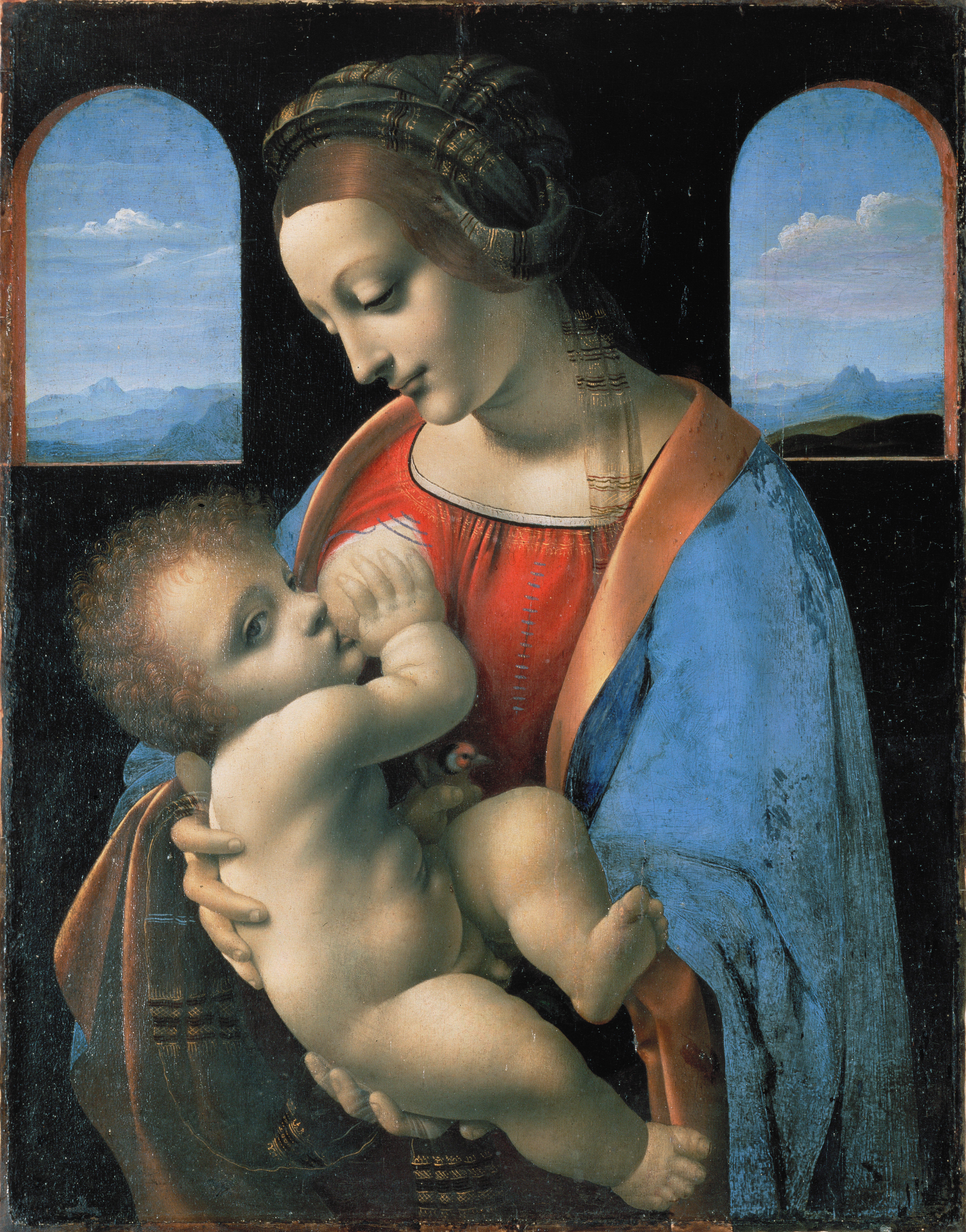
In de kunst is het thema van de Madonna die Jezus de borst geeft zeer geliefd. Hier een schilderij van Leonardo da Vinci

Het is niet zo dat ‘vroeger’ of bij de ‘natuur-volkeren’ alle kinderen moedermelk krijgen. Zowel in niet-westerse culturen als in Europa in vroeger tijden, krijgen baby’s andere vormen van melk en melkvoeding dan volledige borstvoeding. In de negende tot vijftiende eeuw zijn er voorbeelden van kinderen die met een hoorn melk van dieren kregen toegediend. In de zeventiende en achttiende eeuw kregen IJslandse baby’s koeienmelk, room en boter. Uit onderzoeksresultaten blijkt dat niet-westerse vrouwen vaak vroeg beginnen met het geven van bijvoeding, soms al wanneer het kind twee weken oud is.

### Achttiende eeuw
In de geschiedenis van zuigelingenvoeding is de achttiende eeuw een breekpunt. In die tijd zijn mannelijke artsen zich zijn gaan toeleggen op zwangerschap, bevalling en ook zuigelingenzorg. Zuigelingenzorg was traditioneel een vrouwendomein. Volgens de historicus Rima Apple ligt hier de oorsprong van het 'wetenschappelijke moederschap', dat eind 19e eeuw opkomt. Het is een ideologie waarin vrouwen in eerste instantie hun plaats vinden binnen het gezin als moeder en echtgenoot en waarbij het (op)voeden van haar kinderen alleen succesvol zal zijn als zij zich door experts laat informeren inzake de nieuwste wetenschappelijke inzichten.
In de achttiende eeuw werd de arbeidsdeling tussen de seksen gelegitimeerd met het wetenschappelijke argument dat het voor vrouwen - net zoals bij dieren - natuurlijk was om hun kinderen te zogen en op te voeden. In deze tijd komt het accent te liggen op de moeder in de discussies rond zuigelingenvoeding, terwijl het daarvoor nog vooral over het kind, of over de moeder-kind-binding ging. Regeringen in Europa in de achttiende eeuw maken zich zorgen over een tekort aan arbeidskrachten door de afnemende bevolkingsgroei door met name kindersterfte. De makkelijkste manier om de bevolkingsgroei te stimuleren, was de kindersterfte terug te dringen door verloskundigen, vroedvrouwen en vooral moeders te onderwijzen.
Men zag als een van de oorzaken van de kindersterfte het gebruik van een min of minnemoeder voor zuigelingen. Vrouwen uit de hogere en middenklasse, lieten het borstvoeden over aan vrouwen die geacht werden dichter bij de natuur te staan, zoals boeren, of in de koloniën aan inheemse en zwarte vrouwen. Er ontstond een campagne tegen het laten borstvoeden door een min. Dit werd gedaan via pamfletten en soms via wetten. Dit kwam overeen met de tendens om vrouwen uit het publieke leven te weren en hen te verwijzen naar de huiselijke sfeer waarbij de rol van moeder en echtgenoot verheerlijkt werd. De bioloog en arts Linnaeus, de Engelse arts Cadogan, Rousseau en de vroedvrouw Anel le Robours beschreven de voordelen en noodzakelijkheid van het borstvoeden door de moeder zelf en de afkeurenswaardigheid van het gebruik van de min.
Voor de kraamvrouw werd het zelf zogen ook van belang geacht. Men ging uit van de humorenleer, daarbij zouden de baarmoedercontracties na de geboorte veroorzaakt door het zogen, de grote hoeveelheid humoren die te maken hadden met de zwangerschap naar de borsten doen vloeien.
Moedermelk werd aan de ene kant gezien als een wonderbaarlijk vocht dat mensen kon genezen en wijsheid kon overbrengen. Philosophia-Sapientia, de traditionele personificatie van de wijsheid, zoogde filosofen aan haar borst die met dat vocht wijsheid en morele deugden binnenkregen. Aan de andere kant was lactatie datgene wat de mens verbond met de dierenwereld. In de verhandelingen tegen het gebruik van de min werden regelmatig vergelijkingen gemaakt met de dierenwereld. Linnaeus is in die tijd bezig het dierenrijk te classificeren en het is niet toevallig dat hij de categorie 'quadrupedia' (viervoetigen) veranderde in de categorie 'mammalia' (zoogdieren, of letterlijk: van de borst). Daarmee maakt hij de vrouwenborst tot kenmerk van deze dierenklasse, waarbij hij ook de mens indeelde.

### Negentiende eeuw
Historicus Rima D. Apple beschrijft dat in de negentiende eeuw de meerderheid van de kinderen geborstvoed werd in Amerika. Omstreeks 1860 werd volgens een onderzoek in Zeeland gemiddeld 67% van de kinderen gezoogd, maar er waren grote plaatselijke verschillen. Het was 'de plicht' van de vrouw haar kind te zogen. Toentertijd werd verwacht dat een moeder borstvoeding gaf als ze hiertoe in staat was. Vrouwen die hun kind niet de borst wilden geven werden scherp veroordeeld, vrouwen die niet konden zogen waren meelijwekkend. Ook in Nederland vond men: “Misdadig zijn die moeders uit den gegoeden stand, die uit wereldsgezindheid hare kinderen het beste voedsel onthouden, ongelukkig zijn zij die niet kunnen zogen of wier zog onvoldoende is in hoeveelheid of hoedanigheid”.
J. Vitringa Coulon schreef in 1841 over “schandelijk pligtverzuim” van “ontaarde schepsels” die de voeding en de verzorging van haar kind niet op zich wilden nemen. Moedermelk was het beste voor een kind, maar onderzoek had aangetoond dat de samenstelling daarvan wisselde. De kwaliteit van het zog was alleen maar gewaarborgd als de moeder zich hield aan een gezond dieet, regelmatig lichaamsbeweging en een rustige gemoedstoestand had. In Europa (vooral Frankrijk) en in geringere mate in Amerika was het gebruikelijk om in de hogere en middenklasse een min in dienst te nemen. Maar omdat het erg moeilijk was een goede min te vinden, nam men ook wel zijn toevlucht tot kunstvoeding. Dit kwam niet heel veel voor en kunstgevoede baby’s achtte men ten dode opgeschreven.

### Twintigste eeuw

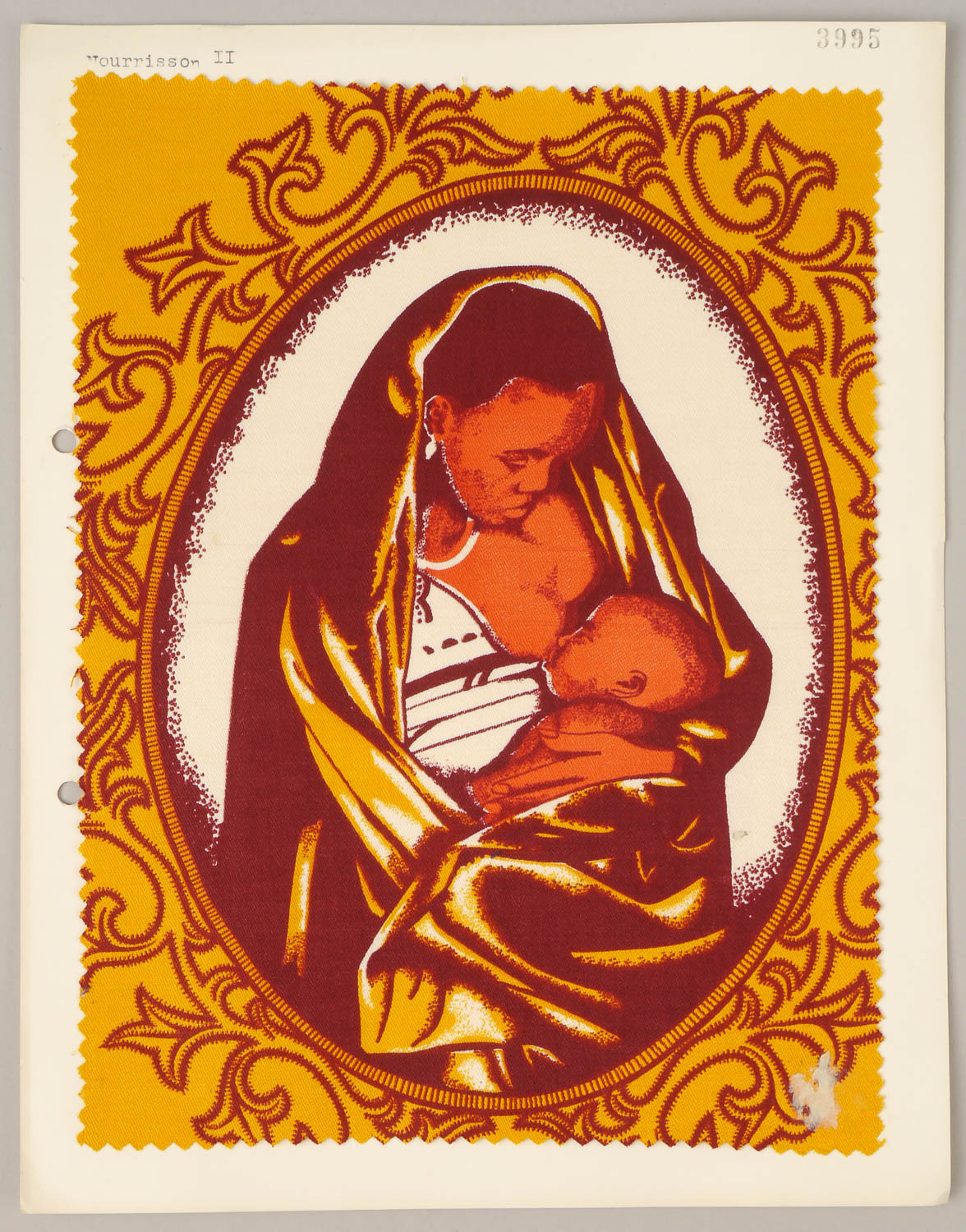
Afbeelding uit 1950 op textiel van een Afrikaanse moeder die borstvoeding geeft

Aan het begin van de 20e eeuw gaf meer dan twee derde van de moeders borstvoeding. In de onderzoeken die hierop volgden begon dit percentage echter te dalen. Tussen 1911 en 1915 was dit ongeveer 70%. Tegen 1926-1930 was dit gedaald tot 50%. Tijdens de periode 1946-1950 gaf slechts 25% van de vrouwen borstvoeding. Het dieptepunt werd bereikt in 1972, toen 22% van de vrouwen borstvoeding gaf.
Na 1975 begon echter een groter deel van de moeders te borstvoeden. In 1975 was dit 33%, maar in 1980 was dit gestegen tot 54%. Vier jaar later in 1984 was dit bijna 60%. Hierna volgde echter een kleine dip tot aan het begin van de jaren negentig, toen het percentage weer steeg tot het niveau van begin jaren tachtig. Na de explosieve stijging in de jaren zeventig, bleef dit percentage dus vrij stabiel tussen 1980 en 1995. In dat jaar gaf 60% van de moeders borstvoeding vlak na de geboorte. Na 6 maanden gaf nog 20% borstvoeding. Deze percentages stegen licht in de twee jaar hierop, naar 62,4% na de geboorte en 26% na zes maanden.